# Южный афиосемион
Южный афиосемион (лат. Aphyosemion australe) — вид лучепёрых рыб из семейства нотобранхиевых (Nothobranchiidae) отряда карпозубообразных.

## Внешний вид
Небольшая рыбка до 7 см длиной. Когда свет падает сбоку, тело самца отсвечивает синевой. Ряды красноватых пятен и точек разбросаны у него в виде сложного рисунка. Хвост напоминает по форме лиру, из-за чего в английском языке рыбка получила прозвище «Lyretail killifish». Спинной, хвостовой и анальный плавники четырёхцветные. Ближе к телу они оранжево-красные, затем идут голубая и темно-вишнёвая полоски, а крайние длинные лучи серебристо-белые. Большое распространение в аквариумах получила цветовая форма «gold», у которой основной цвет тела — ярко-оранжевый.
Самка коричневато-серая (у формы «gold» — неяркого оранжевого цвета), с красными точками. Плавники у неё круглые, слабо и однородно окрашенные.

## Ареал
Прибрежные водоёмы Габона, Камеруна, Анголы. Впервые был пойман в 1913 году в дельте реки Огове у мыса Лопез.

## Фото

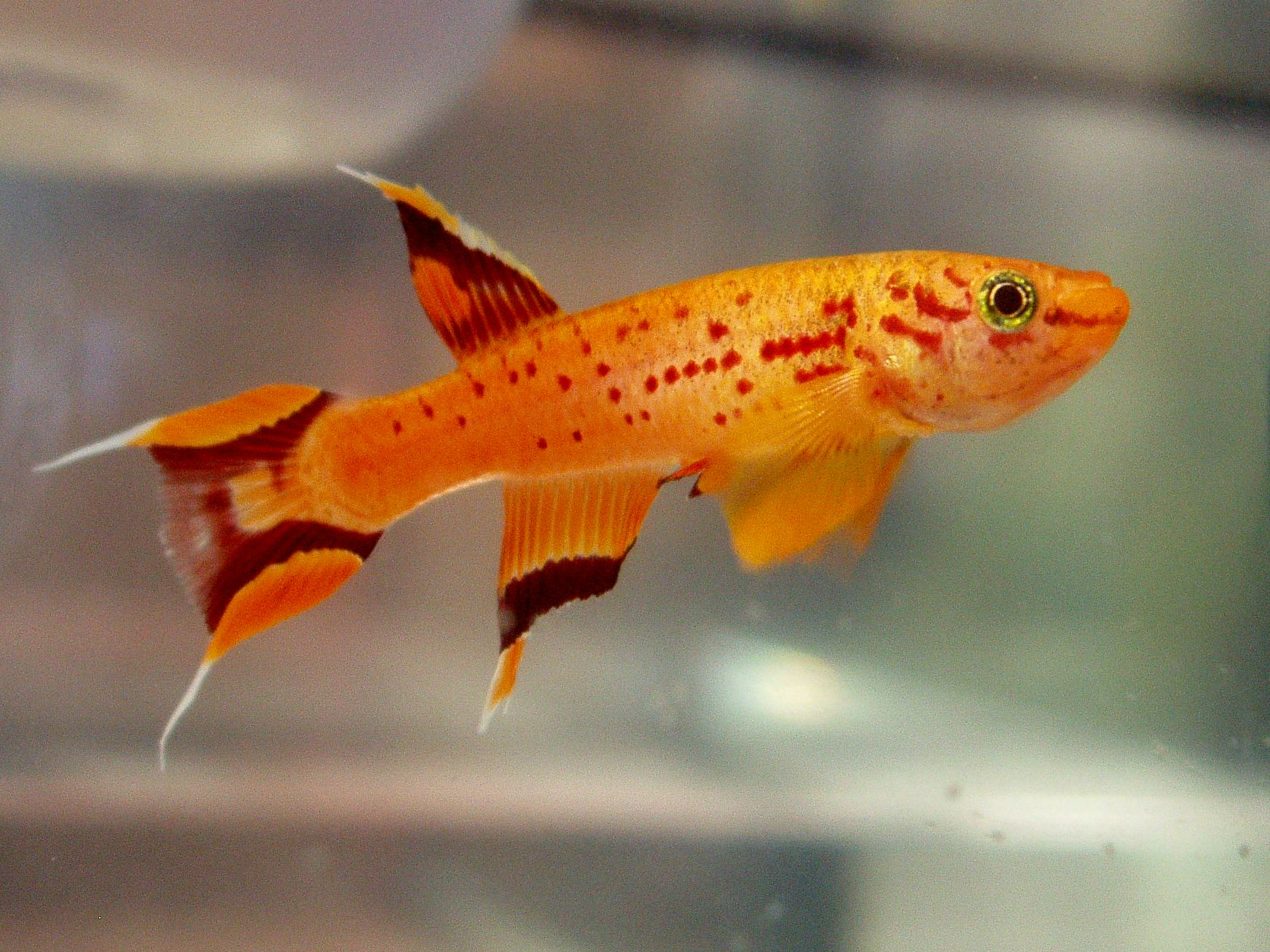
Южный афиосемион, золотистая форма
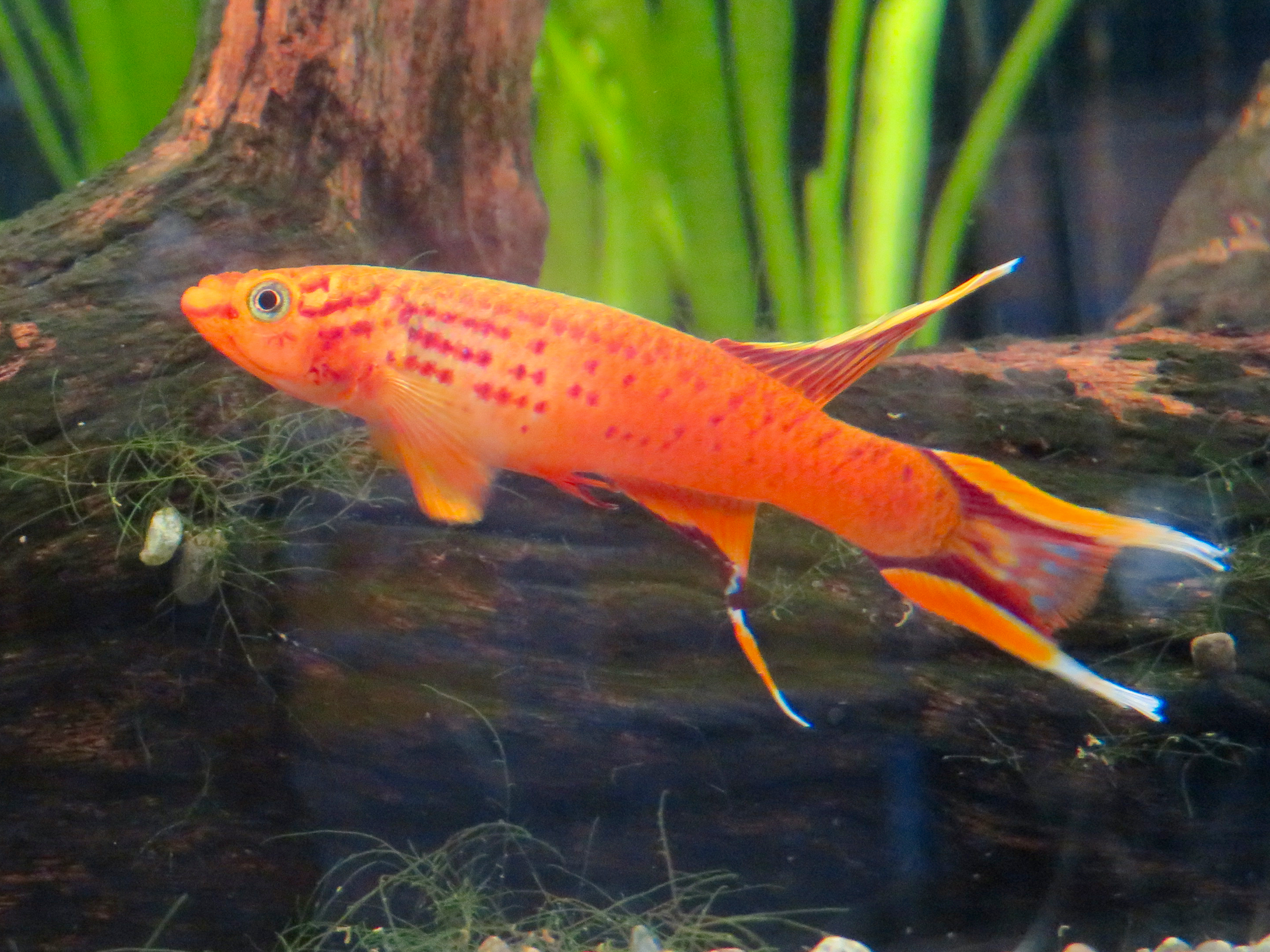
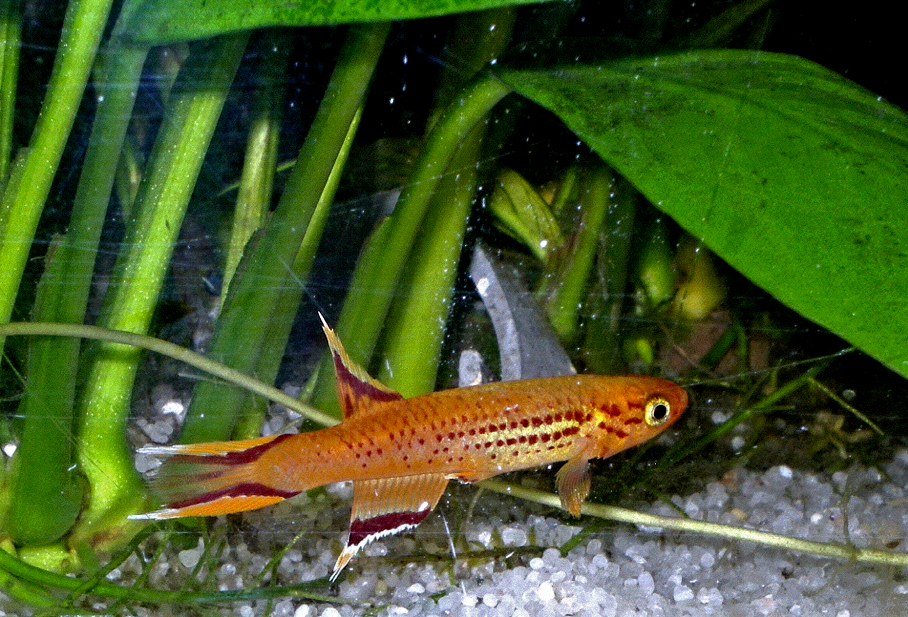
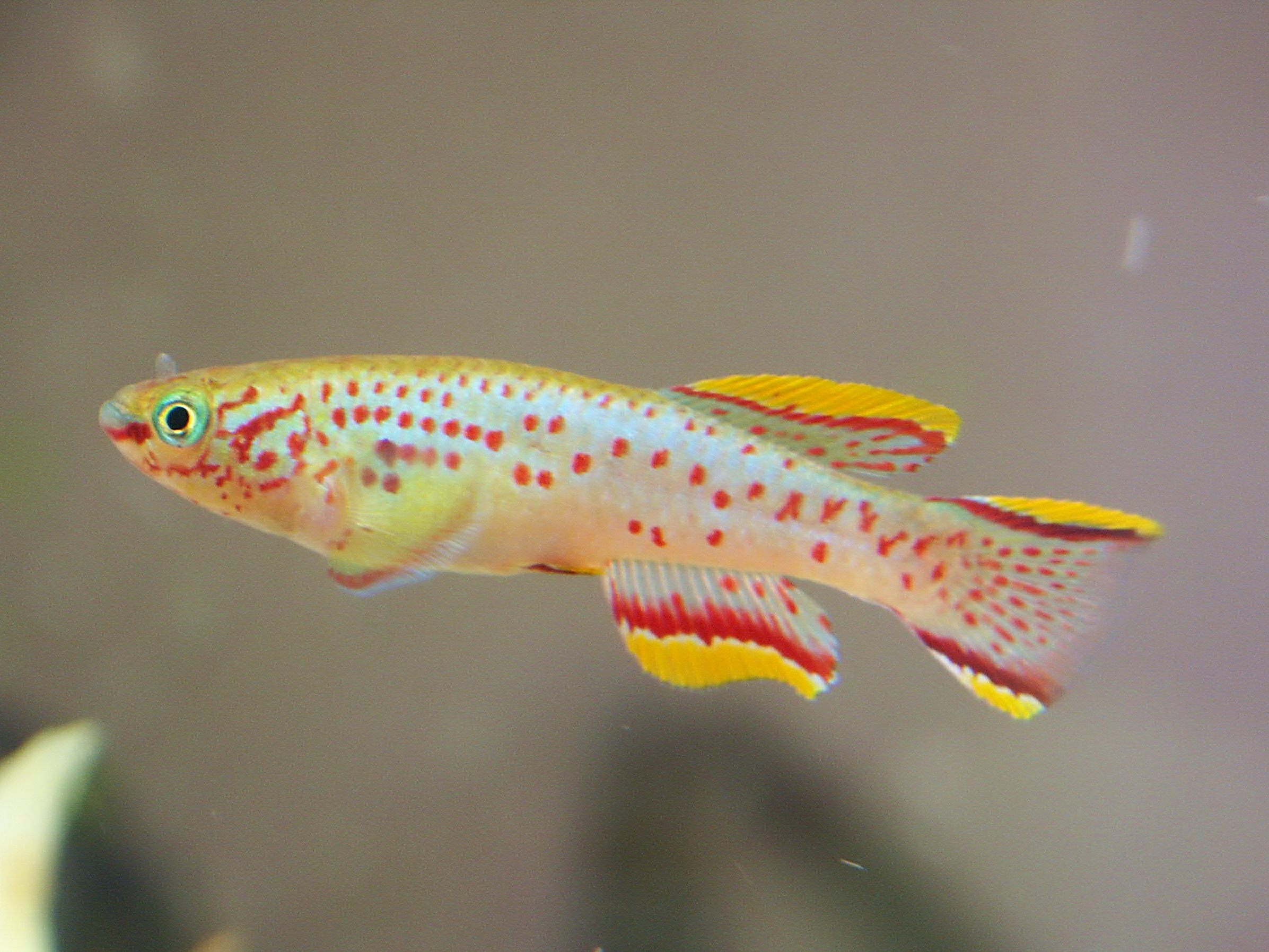
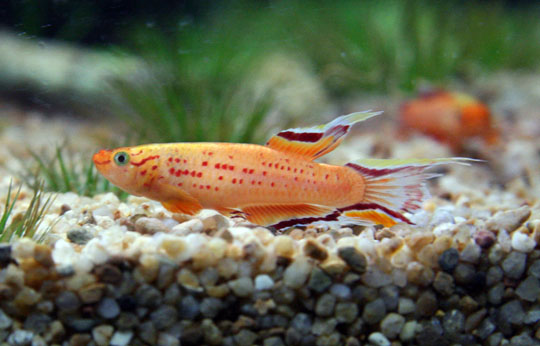